# Chiesa di Santa Maria Assunta (Salussola)
La chiesa di Santa Maria Assunta è una chiesa di stile romanico-gotica, situata a Salussola, nel biellese.

## Storia
Sebbene l'erezione della chiesa sia fatta risalire al XII secolo, le prime testimonianze documentali sulla chiesa risalgono al 1217 e al 1298.
Nel 1413 divenne chiesa pievana, sostituendo la pieve di San Pellegrino di Puliaco. Dopo qualche anno fu costruito un cimitero sul lato a sud della chiesa, che venne dismesso nel 1931.
Il 1722 vide la ricostruzione del campanile della chiesa. Fino al 1748 la pieve di Santa Maria Assunta era l'unica parrocchia presente nel territorio di Sassuola. I diritti della pieve erano posseduti dalla famiglia de Bulgaro, che li mantenne fino al 1785.

## Descrizione
Lo stile architettonico originario della chiesa è romanico-gotico, con successive aggiunte di stile barocco.
La facciata originariamente era a gradini, che sono rimasti sul lato sinistro della facciata, mentre sul lato destro i gradini della facciata, sebbene siano ancora visibili, sono stati riempiti a formare uno spiovente.
La porta della chiesa, risalente al 1766 (come testimoniato da un'incisione sul legno della stessa porta, rivelata durante un recente restauro), originariamente era ad ogiva ed è circondata da fregi in terracotta che raffigurano figure di bacchi che tengono grappoli d'uva. Sopra la porta si trova un rosone in terracotta, affiancato da due finestre rettangolari, che in origine avevano probabilmente forma ogivale.
L'interno è diviso in tre navate, con abside di geometria ottagonale, sostenuta da contrafforti e anticamente aperta da un oculo circolare, che è stato successivamente murato. La navata centrale è formata da archi a tutto sesto, mentre le navate laterali hanno volta a crociera con costoloni. Si presume che originariamente la navata centrale avesse una struttura simile a quella delle navate laterali.

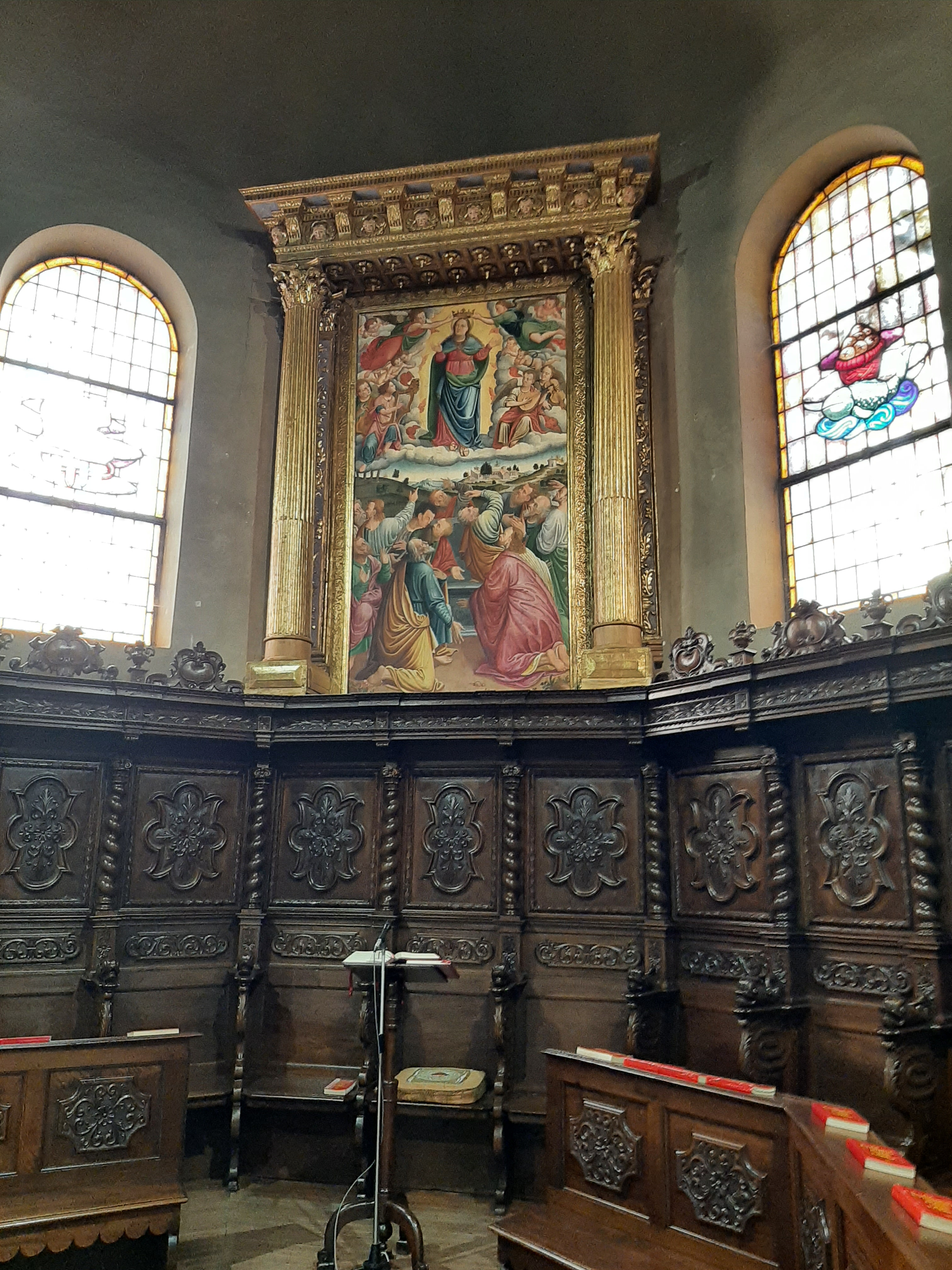
Abside
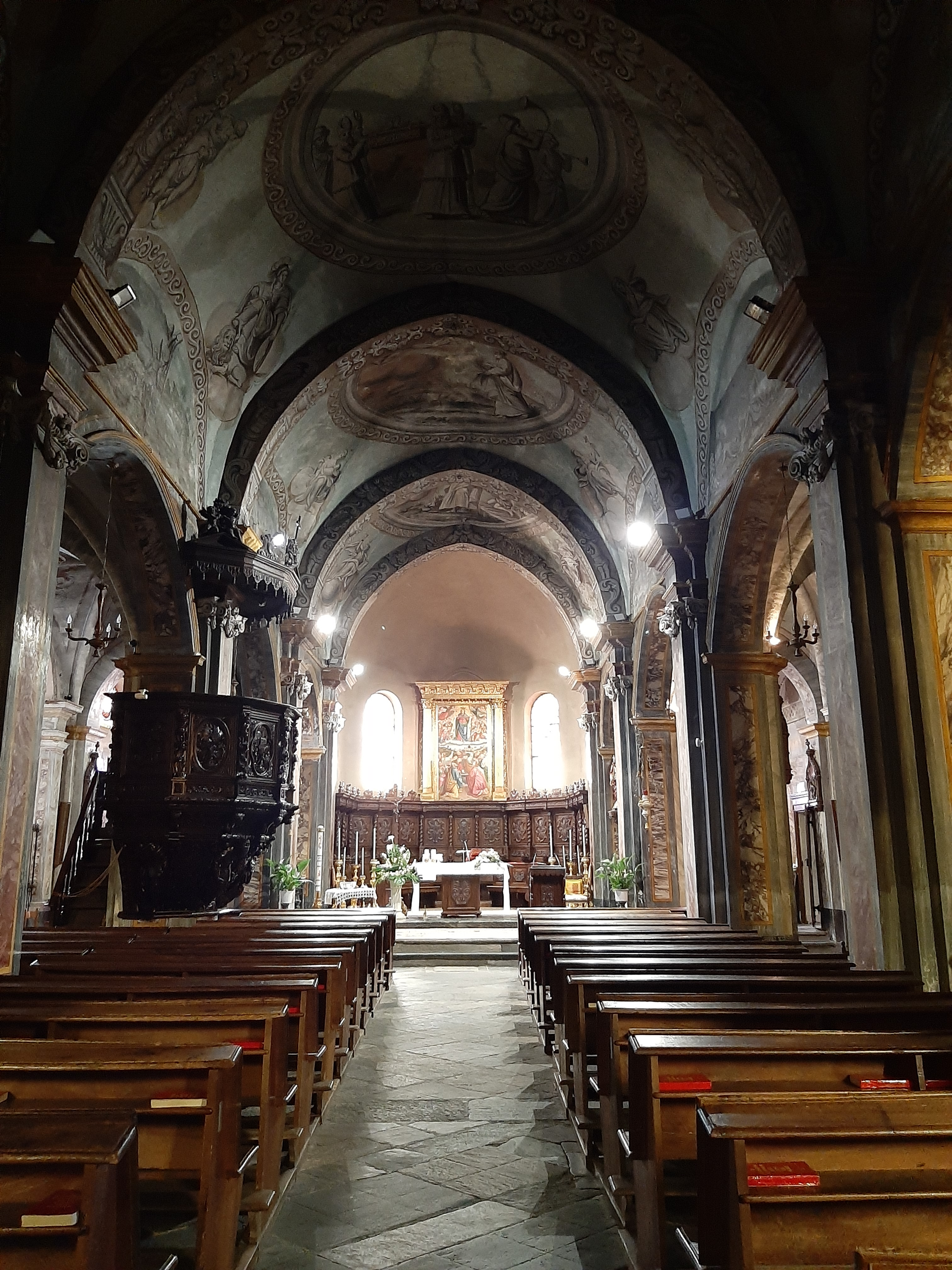
Navata centrale
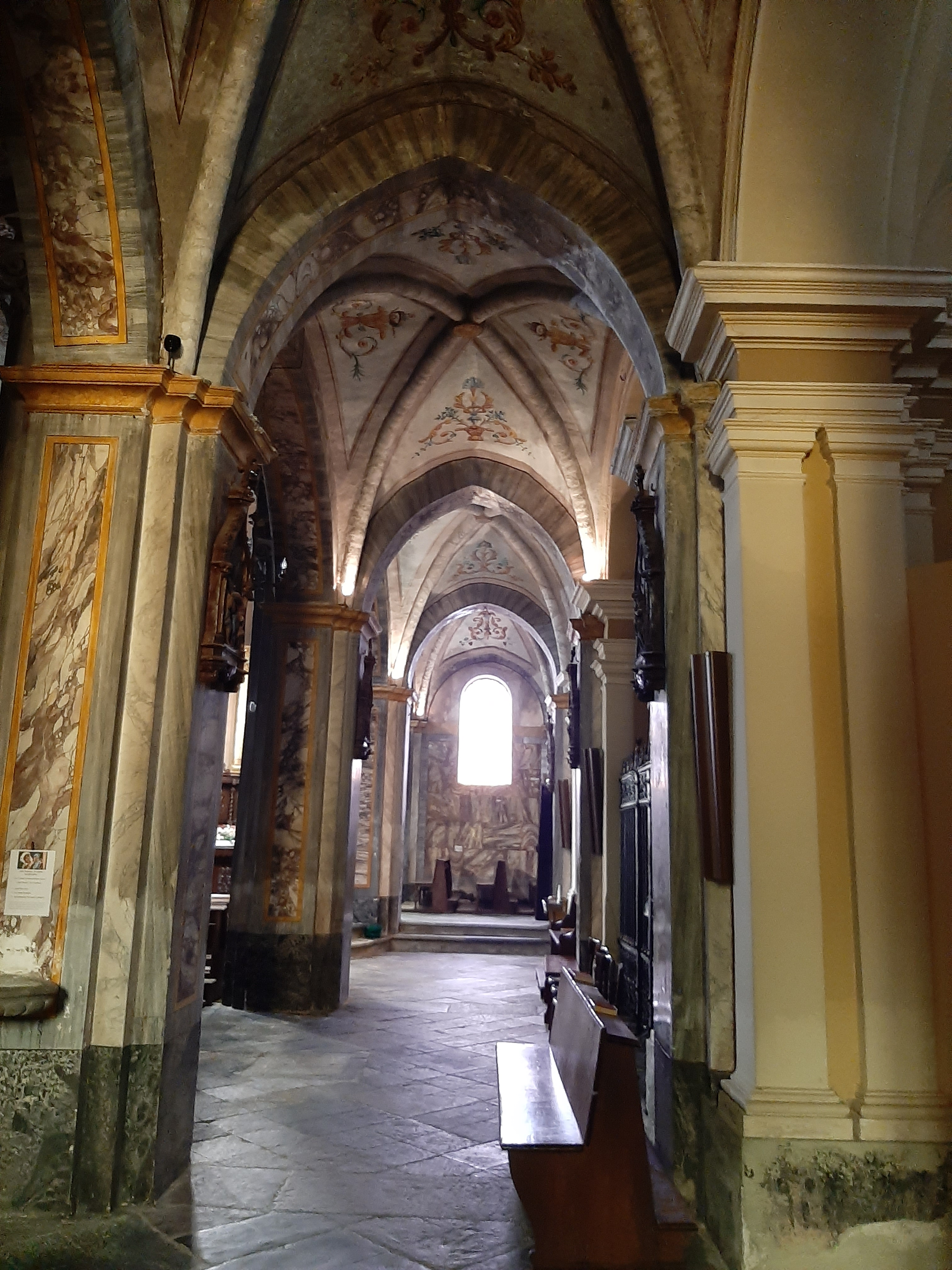
Navata laterale
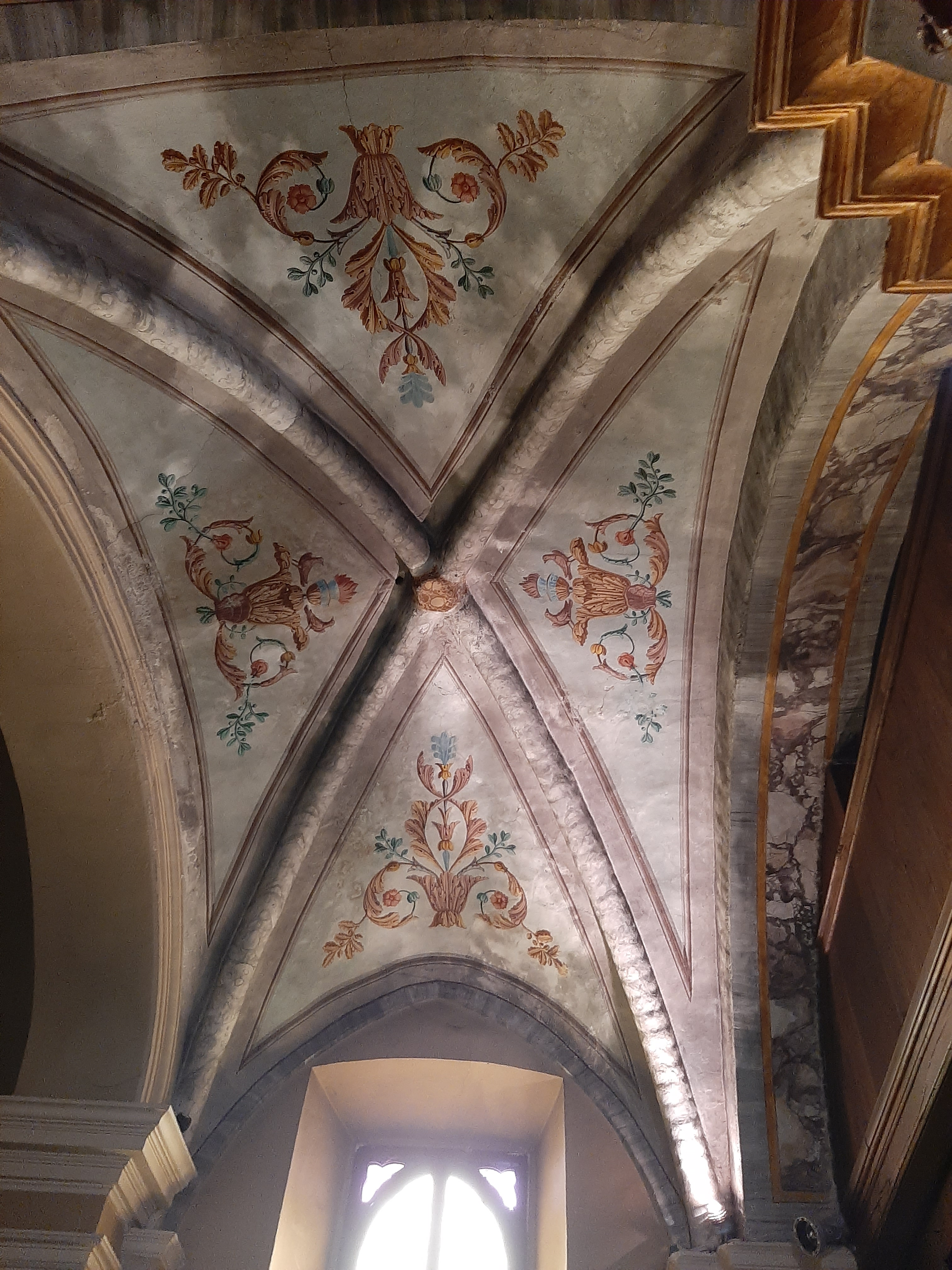
Volta a crociera

## Opere
La chiesa di Santa Maria Assunta ospita al suo interno dipinti del XVI e XIX secolo circa, tra cui la pala d'altare con la Madonna del Rosario, realizzata e firmata nel 1601 da Pompeo Secondiano, che presenta una particolare cornice con intagliati ovali e tondi dorati, separati da erme e cherubini.
Nella navata centrale è collocato il pulpito eseguito tra il 1711 e il 1712 dallo scultore Carlo Francesco Aureggio-Termine con l'aiuto del maestro Giuseppe Bernardo Barile, entrambi abitanti a Biella, e in alcune parti probabilmente anche dallo scultore Carlo Francesco Mulatera.
La sagrestia contiene un armadio del XVII secolo scolpito dallo scultore Bartolomeo Termine di Zumaglia, ma abitante a Biella. Sui pannelli dei credenzini dell'armadio sono presenti altorilievi che raffigurano la nascita della Madonna, lo sposalizio della Vergine, la nascita di Gesù, la sua presentazione al tempio e la fuga in Egitto.
All'interno della chiesa si conserva anche la statua lignea della Madonna del Carmine, patrona di Salussola, che è portata in processione per le vie del borgo durante la festa di santa Maria Assunta. La statua della madonna risale al XVIII secolo e la sua realizzazione è attribuita allo scultore Ignazio Perucca di Torino. È collocata su un trono del 1825, scolpito dallo scultore Giuseppe Vigliani di Biella e indorato da suo figlio Giuseppe.
Nel 2015 è stata inoltre collocata nella chiesa una copia autentica della Sacra Sindone, di dimensioni identiche all'originale.

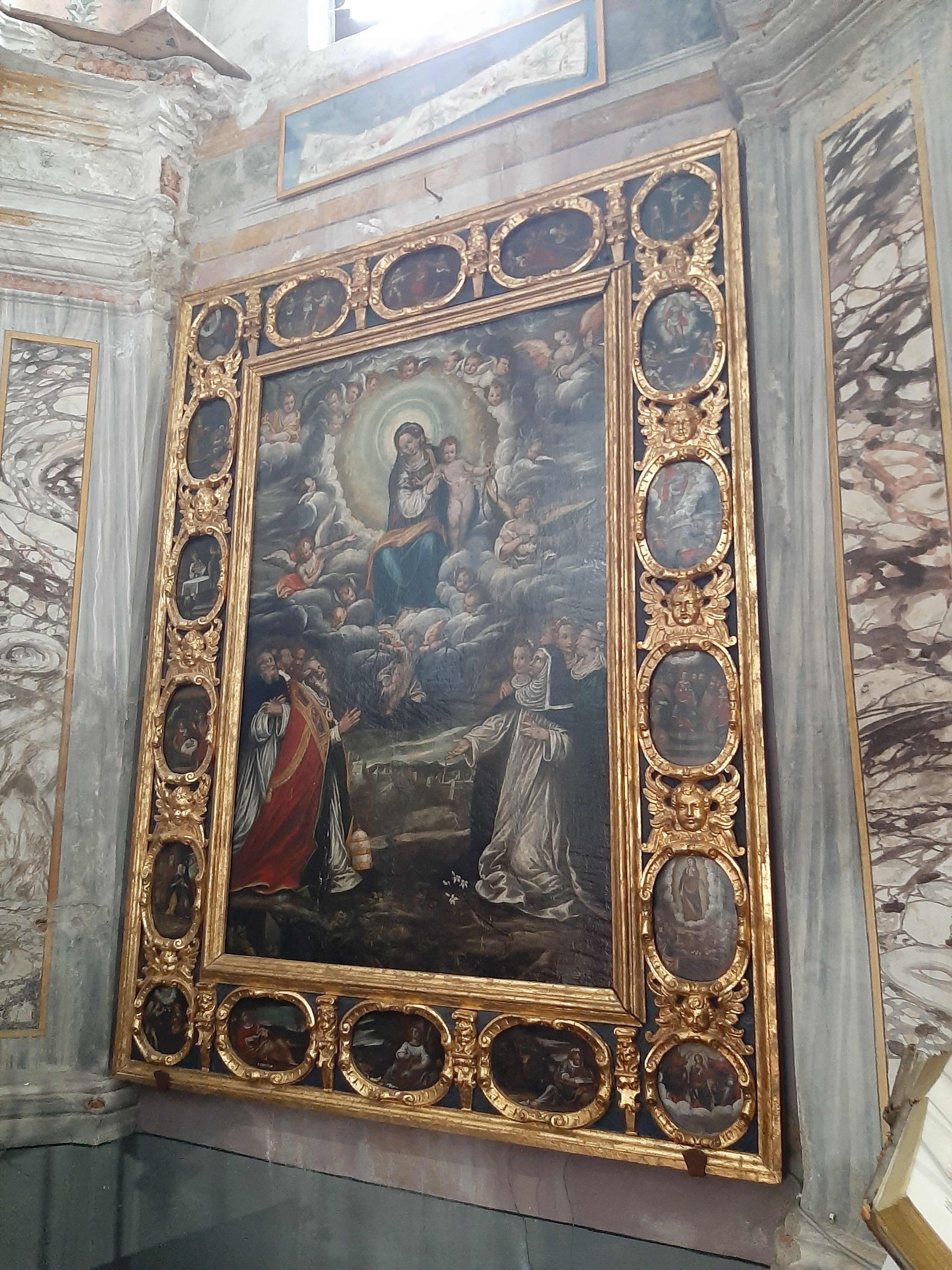
Pala d'altare con la Madonna del Rosario (1601)
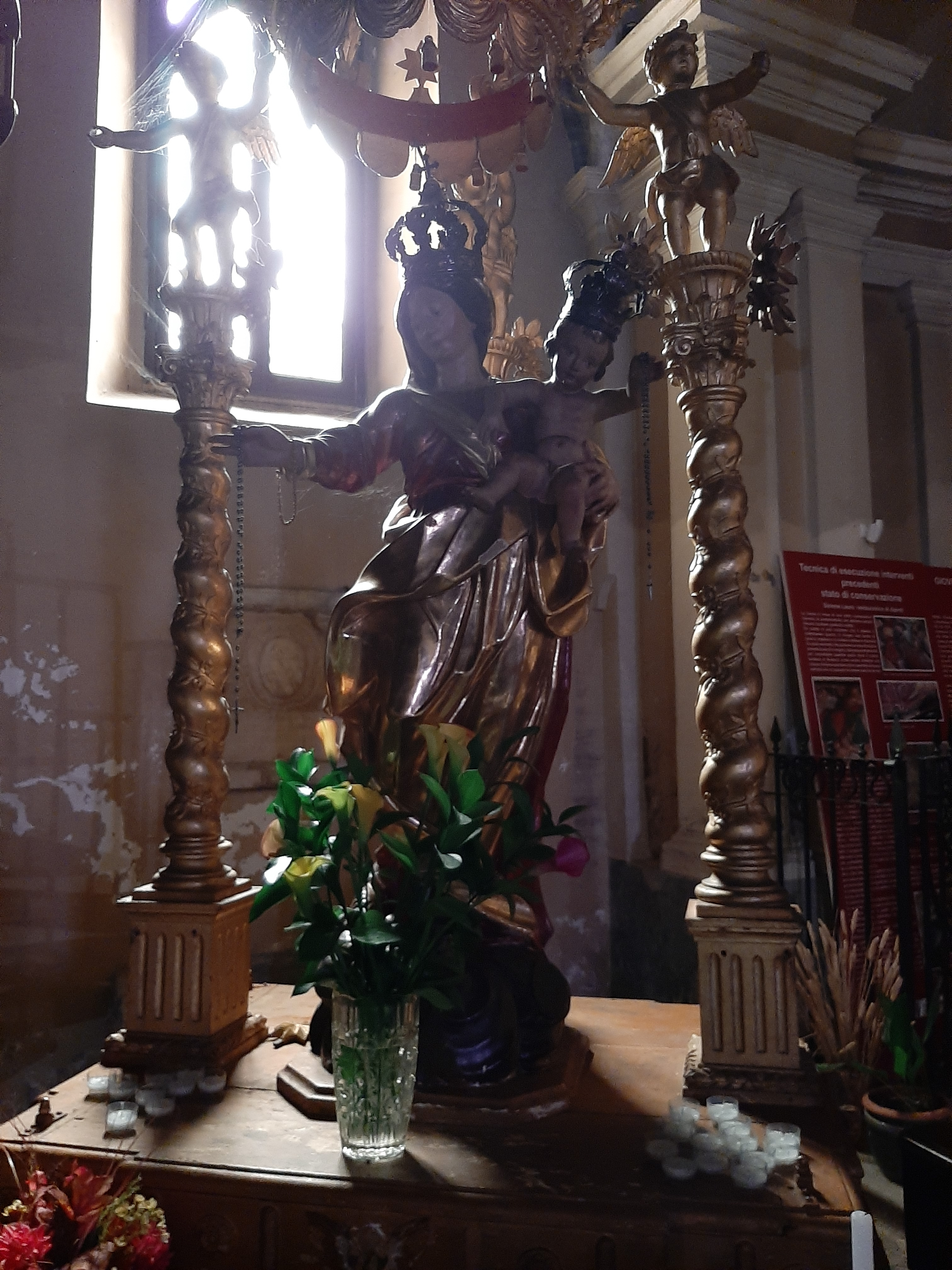
Statua della Madonna del Carmine (XVIII secolo)
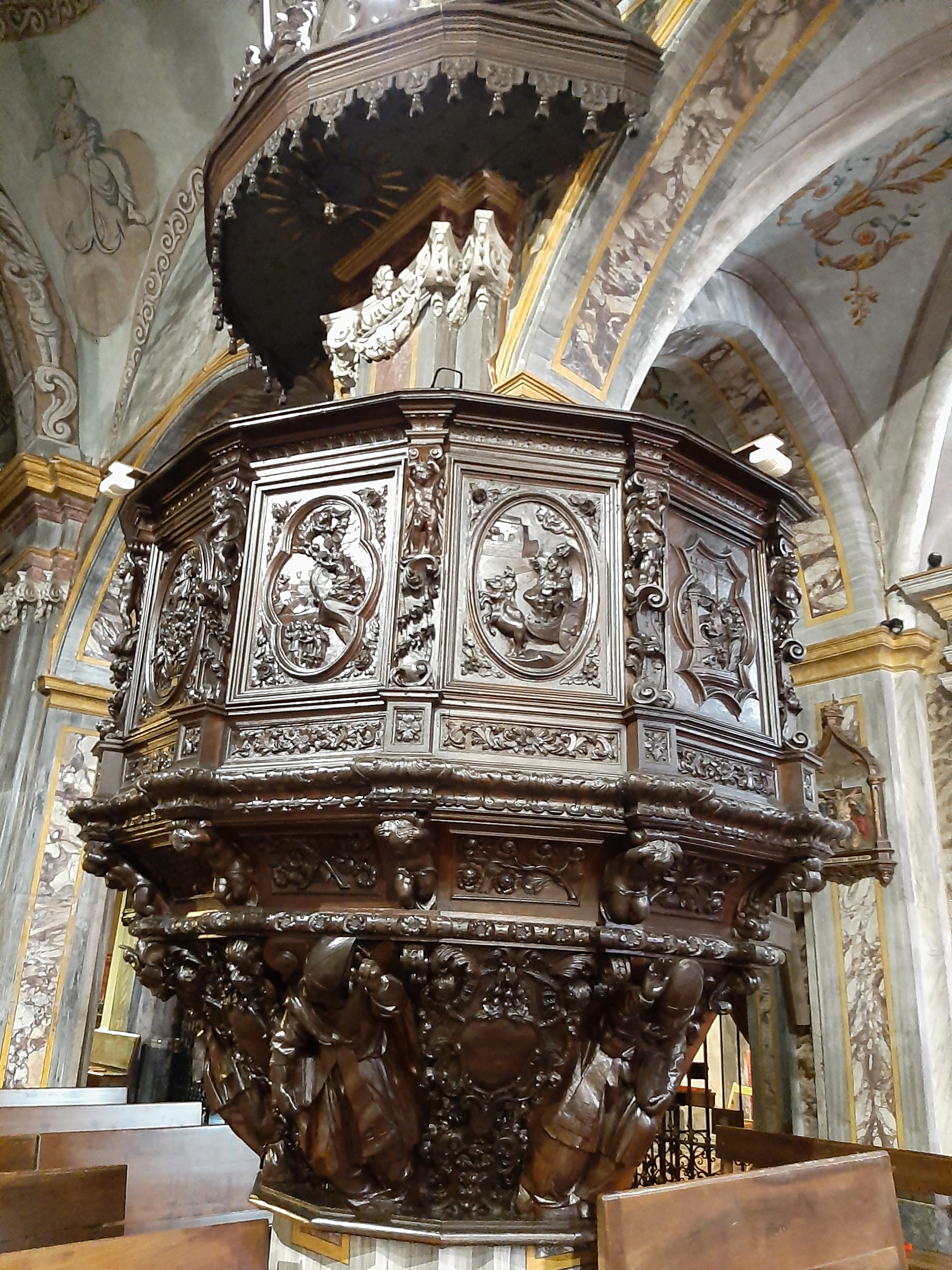
Pulpito (1711-1712)
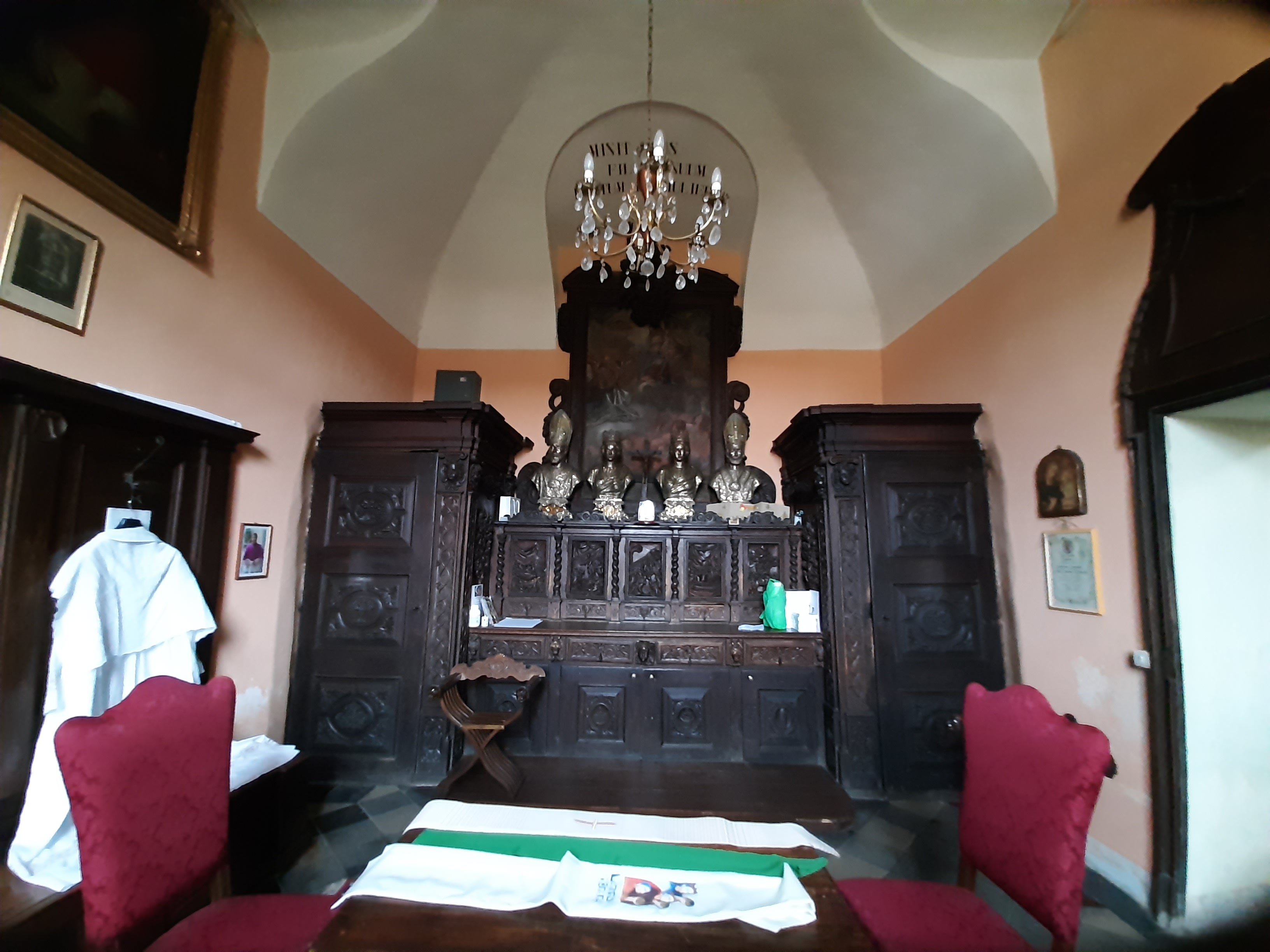
Armadio nella sagrestia (XVII secolo)